# Har Šechanja
Har Šechanja (hebrejsky הר שכניה‎) je vrch o nadmořské výšce 456 metrů v severním Izraeli, v Dolní Galileji.
Nachází se cca 5 kilometrů jihozápadně od města Sachnin. Má podobu podlouhlého kopce se zalesněnými svahy, který je západní součástí vysočiny Harej Jatvat. Vrcholová partie je odlesněná a stojí na ni vesnice Koranit, Šechanja a Manof. Na severní straně terén prudce klesá do údolí vádí Nachal Segev. Z jihozápadního mírnějšího úbočí stéká vádí Nachal Šechanja. Na západní straně stojí sousední vrch Har Kavul, u kterého začíná vádí Nachal Kavul. Na východní a jihovýchodní straně terén plynule navazuje na další dílčí vrcholky v rámci pohoří Harej Jatvat okolo vesnice Jodfat, například Har ha-Š'avi nebo Har Acmon.